# Discographie de Cheryl
 (août 2014).
Si vous disposez d'ouvrages ou d'articles de référence ou si vous connaissez des sites web de qualité traitant du thème abordé ici, merci de compléter l'article en donnant les références utiles à sa vérifiabilité et en les liant à la section « Notes et références ».
La discographie officielle de Cheryl  se compose de 4 albums studios, 11 singles, 14 clips vidéos et un album EP. En avril 2013, Cheryl Cole a vendu plus de 8,3 millions de disques avec Girls Aloud et plus de 9 million en solo donc plus de 17 millions de disques vendus à travers le monde.
Cheryl  commence sa carrière en solo avec le tube Fight For This Love qui sort en octobre 2009 et arrive à la première place au Royaume-Uni et en Irlande ainsi que dans le Top 10 mondial, ce single est certifié Triple disque de platine et s'écoule à quelques millions de copies à travers le monde. Ce tube est le premier single du premier album de Cheryl : 3 Words, album qui sort le 26 octobre 2009 et qui arrive à la première place du Top. Les deux autres singles sont deux autres tubes : 3 Words et Parachute.
Cheryl  sort son deuxième album Messy Little Raindrops le 29 octobre 2010 qui arrive également à la première place du Top et est certifié Double disque de platine. Le premier single Promise This arrive à la première place du Top et est certifié Double disque de platine, le deuxième single The Flood arrive dans le Top 10 et est certifié Disque d'or au Royaume-Uni et en Irlande. 
Le troisième opus de Cheryl  A Million Lights sort le 18 juin 2012 et arrive à la deuxième place du Top juste derrière celui de Justin Bieber. Le premier single de l'opus Call My Name marque le retour de Cheryl et arrive à la première place en moins de 24 heures et est certifié Triple disque de platine tout comme Fight For This Love. Le second single de cet opus est Under The Sun et arrive dans le Top 10 européen.
Un nouvel album solo est prévu pour la fin de l'année 2014 " Only Human" dont le premier single est " Crazy Stupid Love" feat Tinie Tempah sorti le 20 juin 2014.

## Albums
| Année | Album                                                                                    | Classement | Classement | Classement | Classement | Classement | Classement | Classement | Classement | Certifications |
| Année | Album                                                                                    | UK         | AUS        | AUT        | FR         | ALL        | IRL        | NOR        | SCO        | Certifications |
| ----- | ---------------------------------------------------------------------------------------- | ---------- | ---------- | ---------- | ---------- | ---------- | ---------- | ---------- | ---------- | --- |
| 2009  | 3 Words - Sortie: 26 octobre 2009 - Label: Polydor - Format: CD, MP3, MP4                | 1          | 31         | 26         | 53         | 45         | 2          | 18         | 2          | - UK: Disque de certification - CAN: Platine - AUS: Platine - ES: Disque de certification - IR: Platine - BRA: Disque de certification UK :1.000.000 ventes (2012)+ |
| 2010  | Messy Little Raindrops - Sortie: 29 octobre 2010 - Label: Polydor - Format: CD, MP3, MP4 | 1          | -          | -          | -          | -          | 2          | -          | 2          | - UK: Disque de certification - BRA: Platine - IR: Disque de certification - N-Z: Platine UK : 300.000 ventes (2011)                                                |
| 2012  | A Million Lights - Sortie: 18 juin 2012 - Label: Polydor - Format: CD, MP3, MP4          | 2          | -          | -          | -          | -          | 2          | -          | 1          | - UK: Or Uk : 100.000 ventes (2012) |
| 2014  | Only Human - Sortie: 10 novembre 2014 - Label: Polydor - Format: CD, MP3                 | 7          | -          | -          | -          | -          | 9          | -          | 8          | UK: 30.000 ventes (novembre 2014) |

### Albums EP
| Année | Titre                                                          |
| ----- | -------------------------------------------------------------- |
| 2010  | 3 Words: The B-Sides - Sortie: 18 avril 2010 - Formats: CD+DVD |

## Singles
| Année | Single                                     | Positions | Positions | Positions | Positions | Positions | Positions | Album                  | Certification |
| Année | Single                                     | UK        | IR        | AUS       | GER       | JPN       | FR        | Album                  | Certification |
| ----- | ------------------------------------------ | --------- | --------- | --------- | --------- | --------- | --------- | ---------------------- | --- |
| 2009  | Fight For This Love                        | 1         | 1         | 10        | 5         | 1         | 10        | 3 Words                | UK: Disque de certification - IT: Platine - GER: Disque de certification - SWE: Platine - FR: Platine - IR: Disque de certification |
| 2009  | 3 Words (featuring will.i.am)              | 4         | 2         | 10        | 25        | 35        | 15        | 3 Words                | UK: Platine - IR: Platine - GER: Platine IT: Platine                                                                                |
| 2010  | Parachute                                  | 5         | 2         | 10        | 1         | 2         | 8         | 3 Words                | UK: Disque de certification - IT: Platine - GER: Disque de certification - SWE: Platine - FR: Platine - IR: Disque de certification |
| 2010  | Promise This                               | 1         | 10        | 2         | 12        | 4         | 8         | Messy Little Raindrops | UK: Platine - IR: Platine - GER: Platine IT: Platine                                                                                |
| 2011  | The Flood                                  | 18        | 10        | 5         | 10        | 12        | 5         | Messy Little Raindrops | UK: Or - IR: Or |
| 2012  | Call My Name                               | 1         | 2         | 10        | 1         | 10        | 12        | A Million Lights       | UK: Disque de certification - IT: Platine - GER: Disque de certification - SWE: Platine - FR: Platine - IR: Disque de certification |
| 2012  | Under The Sun                              | 12        | 16        | 4         | 10        | 14        | 32        | A Million Lights       | UK: Or - SWE: Or |
| 2014  | Crazy Stupid Love (featuring Tinie Tempah) | 1         | —         | 43        | —         | —         | 172       | Only Human             | - BPI: Or |
| 2014  | I Don't Care                               | 1         | —         | —         | —         | —         | —         | Only Human             | - BPI: Or |
| 2015  | Only Human                                 | 70        | —         | —         | —         | —         | —         | Only Human             | — |
| 2018  | Love Made Me Do It                         | 19        | —         | —         | —         | —         | —         | —                      | — |
| 2019  | Let You                                    | 57        | —         | —         | —         | —         | —         | —                      | — |

## Tournées
| Année | Nombre de dates | Titre                 | Recettes    |
| ----- | --------------- | --------------------- | ----------- |
| 2012  | 30              | A Million Lights Tour | 1 320 000 € |

## Clips
| Chanson                                | Année | Directeur(s)    |
| -------------------------------------- | ----- | --------------- |
| "Heartbreaker"                         | 2008  | Toben Seymour   |
| "Fight for This Love"                  | 2009  | Ray Kay         |
| "3 Words" (viral version)              | 2009  | Vincent Haycock |
| "3 Words" (split-screen version)       | 2009  | Saam            |
| "Everybody Hurts"                      | 2010  | Joseph Kahn     |
| "Parachute"                            | 2010  | AlexandLiane    |
| "Check It Out"(UK Special Mix version) | 2010  | Rich Lee        |
| "Promise This"                         | 2010  | Sophie Muller,  |
| "The Flood"                            | 2010  | Sophie Muller,  |
| "Call My Name"                         | 2012  | Anthony Mandler |
| "Under The Sun"                        | 2012  | Anthony Mandler |
| "Ghetto Baby"                          | 2012  | Rankin          |
| "Crazy Stupid Love"                    | 2014  | Colin Tilley    |
| "I Don't Care"                         | 2014  | Colin Tilley    |